# Louvilliers-lès-Perche
 Louvilliers-lès-Perche  es una población y comuna francesa, en la región de  Centro, departamento de Eure y Loir, en el distrito de Dreux y cantón de Senonches.

## Demografía
| 198 | 143 | 121 | 134 | 114 | 138 |
| Para los censos de 1962 a 1999 la población legal corresponde a la población sin duplicidades (Fuente: INSEE [Consultar]) |     |     |     |     |     |